# Барт, Йозеф
Йозеф Барт (нем. Joseph Barth; 28 октября 1746, Валлетта — 7 апреля 1818, Вена) — австрийский медик.

## Биография
Йозеф Барт служил ординарным профессором анатомии и офтальмологии Венского университета. В 1776 году был назначен лейб-медиком императора. Основал частную глазную больницу и провёл около трёх тысяч операций по удалению катаракты. Среди учеников Барта — Иоганн Адам Шмидт, Георг Йозеф Беер и Иржи Прохаска.

## Труды
- Anfangsgründe der Muskellehre. Wien: Anton Gassler, 1786.
- Joseph Bart’s … Muskellehre : nach den zwey Hauptverhältnissen, ihrer Lage und Verbindung untereinander, wie auch nach ihren allgemeinen und besondern Verrichtungen; mit 53 nach der Natur auf das genaueste entworfenen Kupfertafeln. 2. Aufl. Wien: Lechner, 1819.